# دايشي سوزوكي
دايشي سوزوكي (باليابانية: 鈴木 大誠) (مواليد 28 مايو 1996) هو لاعب كرة قدم ياباني.

## وصلات خارجية
- دايشي سوزوكي على موقع رابطة كرة القدم اليابانية للمحترفين (اليابانية)
- دايشي سوزوكي على موقع قاعدة بيانات كرة القدم.إي يو (الإنجليزية)
- دايشي سوزوكي على موقع Soccerway.com (الإنجليزية)
- دايشي سوزوكي على موقع عالم كرة القدم.نت (الإنجليزية)